# 3299 Холл
3299 Холл (3299 Hall) — астероїд головного поясу, відкритий 10 жовтня 1980 року.
Тіссеранів параметр щодо Юпітера — 3,595.